# Sestri Levante
Sestri Levante település Olaszországban, Liguria régióban, Genova megyében. Lakosainak száma 17 349 fő (2023. január 1.). Sestri Levante Casarza Ligure, Lavagna, Moneglia és Ne községekkel határos.
Népszerű üdülőváros, még ha a közeli Cinque Terre vagy Portofino nála nagyobb ismertséggel és presztízzsel rendelkeznek.

## Történet
A település magját képező, mára félszigetté vált sziget az ókortól kezdve fontos tengeri kereskedelmi csomópont volt. A római korban Segesta Tigullorum néven volt ismert. A középkor alatt a Genovai Köztársaság egy erődöt épített a könnyen védhető szigetre, amelyen ellenállt a rivális városállamok és a szaracénok támadásainak is. A szigeten több templom is épült.
Mivel a környék szárazföldön egészen a 19. századig nehezen volt megközelíthető, lakói elsősorban halászattal és hajózással foglalkoztak. Ennek ellenére a La Spezia és Genova között elhelyezkedő Sestri vagy Sestri Levante növekedésnek indult és több híres személy is útba ejtette. Az ifjú II. Rákóczi Ferenc 1693-ban járt itt itáliai körutazása során. Hans Christian Andersen 1833-ban  egy estét töltött Sestri Levantén, aminek a tiszteletére a város egyik öblét Baia delle Favole-nek (Tündérmesék öble) nevezték el.
Sestri Levante fejlődése a Genovát Pisával összekötő ligúriai vasút 1874-es átadásával gyorsult fel. Egyre több tehetős személy épített nyaralót a tengerparton, üdülőhellyé formálva át a korábbi halászvároskát. A második világháború alatt a várost több bombatámadás érte. Napjainkban Sestri Levante népszerű turistacélpont, amely több fesztiválnak is otthont ad.

## Népesség
Sestri Levante népessége 1861-ben 7636 fő, 2011-ben 18 172 fő volt.

## Látnivalók
- La chiesa di San Nicolò dell'Isola
- Galleria Rizzi
- Baia del Silenzio